# Scrolls of the Megilloth
Scrolls of the Megilloth è un album registrato e pubblicato nel 1992 dalla band christian metal Mortification.

## Tracce
1. Nocturnal – 6:08
2. Terminate Damnation – 6:17
3. Eternal Lamentation – 6:27
4. Raise the Chalise – 4:47
5. Lymphosarcoma – 6:01
6. Scrolls of the Megilloth – 4:26
7. Death Requiem – 5:09
8. Necromanicide – 4:54
9. Inflamed – 3:25
10. Ancient Prophecy – 11:42

## Formazione

### Mortification
- Steve Rowe - basso, voce
- Michael Carlisle - chitarra, voce
- Jayson Sherlock - batteria, voce

### Altri musicisti
- Roger Martinez - voce
- Andrew Tompkins - voce